# Danh sách máy bay theo số đuôi
Danh sách này chỉ liệt kê những máy bay có bài viết liên quan, được xếp theo số đuôi (số đăng ký hoặc số thứ tự).

## #
| Số đuôi         | Miêu tả                                    | Bài liên quan                        |
| 151458          | McDonnell Douglas F-4B Phantom II          | Chuyến bay 706 của Hughes Airwest    |
| 28000 (82-8000) | Boeing VC-25A - phiên bản Boeing 747-200B  | Air Force One                        |
| 29000 (92-9000) | Boeing VC-25A - phiên bản Boeing 747-200B  | Air Force One                        |
| 4K-GUP          | Canadair CL-44-O                           | Conroy Skymonster                    |
| 41-2666         | B-17 Flying Fortress                       | Old 666                              |
| 41-24301        | B-24 Liberator                             | Lady be Good (máy bay)               |
| 41-24485        | B-17 Flying Fortress                       | Memphis Belle (B-17)                 |
| 42-50291        | B-24 Liberator                             | Thảm họa hàng không Freckleton       |
| 44-27297        | B-29 Superfortress                         | Bockscar                             |
| 44-27353        | B-29 Superfortress                         | The Great Artiste                    |
| 44-85740        | B-17 Flying Fortress                       | Aluminum Overcast                    |
| 44-86292        | B-29 Superfortress                         | Enola Gay                            |
| 58-0188         | Boeing B-52G Stratofortress                | B-52 rơi tại Căn cứ không quân Thule |
| 62-6000         | Boeing VC-135C                             | VC-137C SAM 26000                    |
| 66-0177         | Lockheed C-141A Starlifter                 | Hanoi Taxi                           |
| 72-1569         | Northrop YF-17 Cobra (nguyên mẫu đầu tiên) | YF-17 Cobra                          |
| 72-7000         | Boeing VC-135C                             | VC-137C SAM 27000                    |
| 83-1165         | Lockheed F-16 Fighting Falcon              | Lethal Lady                          |
| 92-7932         | North American F-86                        | Chuyến bay 58 của All Nippon Airways |
| 9V-SPK          | Boeing 747-412                             | Chuyến bay 6 của Singapore Airlines  |

## A
| Số đuôi | Miêu tả      | Bài liên quan                             |
| A9C-DHL | (Boeing 757) | (Chuyến bay 2937 của Bashkirian Airlines) |

## B
| Số đuôi | Miêu tả                 | Bài liên quan                     |
| B-150   | McDonnell Douglas MD-11 | Chuyến bay 642 của China Airlines |
| B-18255 | Boeing 747-209B         | Chuyến bay 611 của China Airlines |

## C
| Số đuôi | Miêu tả                                     | Bài liên quan                             |
| CF-CUA  | Douglas DC-3                                | Albert Guay                               |
| C-FONF  | Fokker F28-1000                             | Chuyến bay 1363 của Air Ontario           |
| C-FSKI  | Canadair CL-600-2B19 (RJ100ER) Regional Jet | Chuyến bay 646 của Air Canada             |
| CF-TFD  | Canadair Northstar                          | Chuyến bay 810 của Trans-Canada Air Lines |
| CF-TIW  | McDonnell Douglas DC-8-63                   | Chuyến bay 621 của Air Canada             |
| CF-TJN  | Douglas DC-8                                | Chuyến bay 831 của Trans-Canada Air Lines |
| C-FTLV  | McDonnell Douglas DC-9-32                   | Chuyến bay 189 của Air Canada             |
| C-GAUN  | Boeing 767-233                              | Gimli Glider                              |
| C-GITS  | Airbus A330-243                             | Chuyến bay 236 của Air Transat            |
| C-GPTR  | Ornithopter                                 | UTIAS Ornithopter No.1                    |

## E
| Số đuôi | Miêu tả          | Bài liên quan                          |
| EI-BND  | Canadair CL-44-O | Conroy Skymonster                      |
| EI-BWF  | Boeing 747-283B  | Chuyến bay 434 của Philippine Airlines |
| EI-TAF  | Airbus A320-233  | Chuyến bay 390 của TACA                |

## F
| Số đuôi | Miêu tả         | Bài liên quan                  |
| F-OGQS  | Airbus A310-304 | Chuyến bay 593 của Aeroflot    |
| F-OGYP  | Airbus A310-324 | Chuyến bay 778 của S7 Airlines |

## G
| Số đuôi | Miêu tả                               | Bài liên quan                                        |
| G-AGBB  | Douglas DC-3                          | Chuyến bay 777 của BOAC                              |
| G-AGRE  | Avro Tudor IV                         | Star Ariel                                           |
| G-AGWH  | Avro Lancastrian                      | Star Dust                                            |
| G-AGNP  | Avro Tudor IV                         | Star Tiger                                           |
| G-AHYB  | Liberator C I                         | Vụ rơi máy bay Liberator của BOAC 9 tháng 4 năm 1945 |
| G-ALYP  | De Havilland Comet 1                  | Chuyến bay 781 của BOAC                              |
| G-ALYY  | De Havilland Comet 1                  | Chuyến bay 201 của South African Airways             |
| G-ARPI  | Hawker Siddeley Trident 1C            | Thảm họa hàng không Staines                          |
| G-ATEL  | Aviation Traders ATL.90 Accountant    | Aviation Traders Accountant                          |
| G-AWZT  | Hawker Siddeley Trident 3B            | Vụ va chạm trên không tại Zagreb 1976                |
| G-BBDG  | the first British production Concorde | G-BBDG                                               |
| G-BDXJ  | Retired Boeing 747 used for film work | G-BDXJ                                               |
| G-YMMM  | Boeing 777-236ER                      | Chuyến bay 38 của British Airways                    |

## H
| Số đuôi | Miêu tả                 | Bài liên quan                       |
| HB-IWF  | McDonnell Douglas MD-11 | Chuyến bay 111 của Swissair         |
| HL7442  | Boeing 747-230B         | Chuyến bay 007 của Korean Air Lines |
| HP-1205 | Boeing 737-204          | Chuyến bay 201 của COPA             |

## J
| Số đuôi | Miêu tả                   | Bài liên quan                              |
| J7557   | Beardmore Inflexible      | Beardmore Inflexible                       |
| JA8061  | McDonnell Douglas DC-8-61 | Chuyến bay 350 của Japan Airlines          |
| JA8119  | Boeing 747-SR46           | Chuyến bay 123 của Japan Airlines          |
| JA8329  | Boeing 727-281            | Chuyến bay 58 của All Nippon Airways       |
| JA8546  | Douglas DC-10-40D         | Tai nạn trên không của Japan Airlines 2001 |
| JA8904  | Boeing 747-446D           | Tai nạn trên không của Japan Airlines 2001 |
| JA8966  | Boeing 747-481D           | Chuyến bay 61 của All Nippon Airways       |

## N1-N3
| Số đuôi | Miêu tả                       | Bài liên quan                                 |
| N286WN  | Boeing 737-7H4 (N471WN)       | Chuyến bay 1248 của Southwest Airlines        |
| N318SL  | Scaled Composites Model 318   | White Knight One                              |
| N334AA  | Boeing 767-223ER              | Chuyến bay 11 của American Airlines           |
| N350PS  | British Aerospace BAe 146-200 | Chuyến bay 1771 của PSA                       |
| N388LS  | Learjet 35A                   | Vụ rơi máy bay Learjet tại New Hampshire 1996 |

## N4-N9
| Số đuôi | Miêu tả                        | Bài liên quan                                              |
| N410MA  | Bell 412                       | Tai nạn Mercy Air 2 năm 2006                               |
| N447T   | Canadair CL-44-O               | Conroy Skymonster                                          |
| N450AX  | McDonnell Douglas DC-10        | Tanker 910                                                 |
| N47BA   | Learjet 35A                    | Vụ rơi máy bay Learjet tại Nam Dakota 1999                 |
| N4891F  | Piper PA-28-181                | Chuyến bay 498 của Aeroméxico                              |
| N513AU  | Boeing 737-3B7                 | Chuyến bay 427 của USAir                                   |
| N533PS  | Boeing 727-214                 | Chuyến bay 182 của PSA                                     |
| N591UA  | Boeing 757-222                 | Chuyến bay 93 của United Airlines                          |
| N600XL  | Embraer Legacy 600             | Chuyến bay 1907 của Gol Transportes Aéreos                 |
| N605SK  | Airship Industries Skyship 600 | Spirit of Dubai                                            |
| N612UA  | Boeing 767-222                 | Chuyến bay 175 của United Airlines                         |
| N62AF   | Boeing B-737-222               | Chuyến bay 90 của Air Florida                              |
| N6324C  | Douglas DC-7                   | Chuyến bay 718 của United Airlines                         |
| N644AA  | Boeing 757-223                 | Chuyến bay 77 của American Airlines                        |
| N6907C  | Lockheed L-1049                | Thảm họa trên không New York 1960                          |
| N736PA  | Boeing 747-121                 | Thảm họa Tenerife                                          |
| N73711  | Boeing 737-297                 | Chuyến bay 243 của Aloha Airlines                          |
| N7374J  | Piper PA-28                    | Chuyến bay 853 của Allegheny Airlines                      |
| N739PA  | Boeing 747-121A                | Thảm họa Lockerbie                                         |
| N7711G  | Cessna 172                     | Chuyến bay 182 của PSA                                     |
| N900SA  | McDonnell Douglas DC-9         | Vụ bắt giữ máy bay DC-9 chở ma túy tại Mexico 2006         |
| N904VJ  | McDonnell Douglas DC-9-32      | Chuyến bay 592 của ValuJet                                 |
| N929CD  | Cirrus SR20                    | Vụ rơi máy bay tại Thành phố New York 11 tháng 10 năm 2006 |
| N93119  | Boeing 747-131                 | Chuyến bay 800 của TWA                                     |
| N9345   | McDonnell Douglas DC-9-31      | Chuyến bay 706 của Hughes Airwest                          |
| N950JW  | McDonnell Douglas DC-8-63PF    | Chuyến bay 1285 của Arrow Air                              |
| N97S    | McDonnell Douglas DC-9-31      | Chuyến bay 932 của Southern Airways                        |
| N7777N  | Gulfstream G450                | Private owner plane                                        |

## NA-NZ
| Số đuôi | Miêu tả             | Bài liên quan                                     |
| NC13304 | Boeing 247          | Vụ rơi máy bay tại Chesterton của United Airlines |
| N7201U  | Boeing 720B         | "The Starship"                                    |
| NX211   | Ryan Airlines NYP   | Spirit of St. Louis                               |
| NX37602 | Hughes H-4 Hercules | "Spruce Goose"                                    |

## O
| Số đuôi | Miêu tả          | Bài liên quan                |
| OE-LAV  | Boeing 767-3Z9ER | Chuyến bay 004 của Lauda Air |

## P
| Số đuôi | Miêu tả                           | Bài liên quan                              |
| PH-BUF  | Boeing 747-206B                   | Thảm họa Tenerife                          |
| PK-AFV  | Douglas DC-3 (trước đó là PH-ALP) | PK-AFV                                     |
| PR-GTD  | Boeing 737-8EH SFP                | Chuyến bay 1907 của Gol Transportes Aéreos |
| PR-MBK  | Airbus A320-233                   | Chuyến bay 3054 của TAM Airlines           |

## R
| Số đuôi  | Miêu tả           | Bài liên quan                            |  |
| RA-65080 | Tupolev TU-134A-3 | Vụ đánh bom máy bay Nga tháng 8 năm 2004 |  |
| RA-85556 | Tupolev TU-154B2  | Vụ đánh bom máy bay Nga tháng 8 năm 2004 |  |
| RA-85693 | Tupolev TU-154M   | Chuyến bay 1812 của Siberia Airlines     |  |
| RA-85816 | Tupolev TU-154M   | Chuyến bay 2937 của Bashkirian Airlines  |  |
| RP-C8023 | Canadair CL-44-O  | Conroy Skymonster                        |  |

## S
| Số đuôi | Miêu tả          | Bài liên quan               |
| S1589   | Short Sarafand   | Short Sarafand              |
| SU-GAP  | Boeing 767-366ER | Chuyến bay 990 của EgyptAir |

## T
| Số đuôi | Miêu tả                 | Bài liên quan                |
| T-0224  | General Aircraft GAL.47 | General Aircraft GAL.47      |
| T1-323  | Mitsubishi G4M "Betty"  | T1-323                       |
| TC-AKM  | McDonnell Douglas MD-83 | Chuyến bay 4203 của Atlasjet |

## U
| Số đuôi  | Miêu tả        | Bài liên quan  |
| UR-82060 | Antonov An-225 | Antonov An-225 |

## V
| Số đuôi | Miêu tả     | Bài liên quan                |
| VN-A897 | Airbus A350 | Vietnam Airlines flight 5505 |

## W
| Số đuôi | Miêu tả        | Bài liên quan |
| W4783   | Avro Lancaster | G for George  |

## X
| Số đuôi | Miêu tả                   | Bài liên quan                 |
| XA-JED  | McDonnell Douglas DC-9-32 | Chuyến bay 498 của Aeroméxico |
| XH558   | Avro Vulcan               | Avro Vulcan XH558             |

## Y
| Số đuôi | Miêu tả                   | Bài liên quan                         |
| YU-AHT  | McDonnell Douglas DC-9-32 | Chuyến bay 364 của JAT                |
| YU-AJR  | McDonnell Douglas DC-9-31 | Vụ va chạm trên không tại Zagreb 1976 |
| YU-ANA  | McDonnell Douglas MD-81   | Thảm họa Mt. San Pietro               |

## Z
| Số đuôi | Miêu tả                 | Bài liên quan                      |
| ZK-NZP  | McDonnell Douglas DC-10 | Chuyến bay 901 của Air New Zealand |